# 張詠
張詠（946年—1015年），字復之，號乖崖，濮州鄄城（今屬山東）人。一說張詠發明交子，出現於>《鶴林玉露》。张咏個性古怪，所以自号乖崖。

## 生平
太平興國五年（980年），進士及第。授大理寺評事、知崇陽縣事。六年（981年）十一月，郊祀，转将作监丞。雍熙元年（984年）十一月，迁著作佐郎。二年（985年）六月，以知制诰苏易简荐，擢太子中允、通判麟州事。端拱元年（988年），转秘书省丞。二年（989年）春，自麟州还，充礼部考试官，毕，通判相州事，以父母在濮州，乞督濮州之市征，监濮州在城商税。月余，召赐五品服，知浚仪县事。淳化元年（990年），由枢密院直学士寇准、知制诰李沆、枢密副使宋湜所荐，出为荆湖北路转运使。四年（993年）正月，转太常寺博士。夏，诏赴阙，拜虞部司郎中、赐金紫。七月，与工部司郎中向敏中并命为樞密直學士，赐钱五十万。八月，与向敏中同知通进、银台司公事。五年（994年）八月，知益州（治所在今四川成都）事。至道二年（996年）正月，转兵部司郎中。三年（997年）四月，拜左谏议大夫。咸平元年（998年），诏还回朝，拜給事中，遷戶部使，改御史中丞。二年（999年）正月，与礼部尚书温仲舒同知贡举。四月，改工部侍郎、知杭州事。五年（1002年）八月，知永兴军事。六年（1003年）四月，加刑部侍郎、充枢密院直学士、知益州事，認為铁钱過重，创立了交子制度，以王昌懿为首的十六家富商连保发行交子，一张钞票抵一千文铜钱。张咏在蜀四年，被召还京，將侍妾择配嫁人，都還是處女。景德二年（1005年）十一月，转礼部侍郎。三年（1006年），復掌三班院兼判登聞檢院。四年（1007年）六月，知昇州兼提举江南东路兵马巡检捉贼公事。大中祥符元年（1008年）十二月，转尚书省左丞。三年（1010年）二月，授工部尚书。四年（1011年）四月，进礼部尚书。六年（1012年）三月，知陳州事。八年（1015年）八月卒于陈州理所，赠尚书省左仆射。皇祐三年（1051年），追諡忠定。
張詠能詩，他在《寄晁同年诗》中有两句“桃花江上雪霏霏，黄鹤楼中风力微”。張商英說他的《題庭竹》等句，“句清詞古，與郊、島相先後”，《宋詩鈔》稱“雄健古淡有氣骨”。楊億《西崑酬唱集》收其詩2首。

## 家族
- 曾祖：张立
- 曾祖母：李氏
- 祖：张铎
- 祖母：马氏
- 父：张景，授大理寺评事致仕，赠太常寺卿
- 母：谢氏，追封新昌郡太夫人
- 弟：张诜，御史中丞
- 妻：唐氏

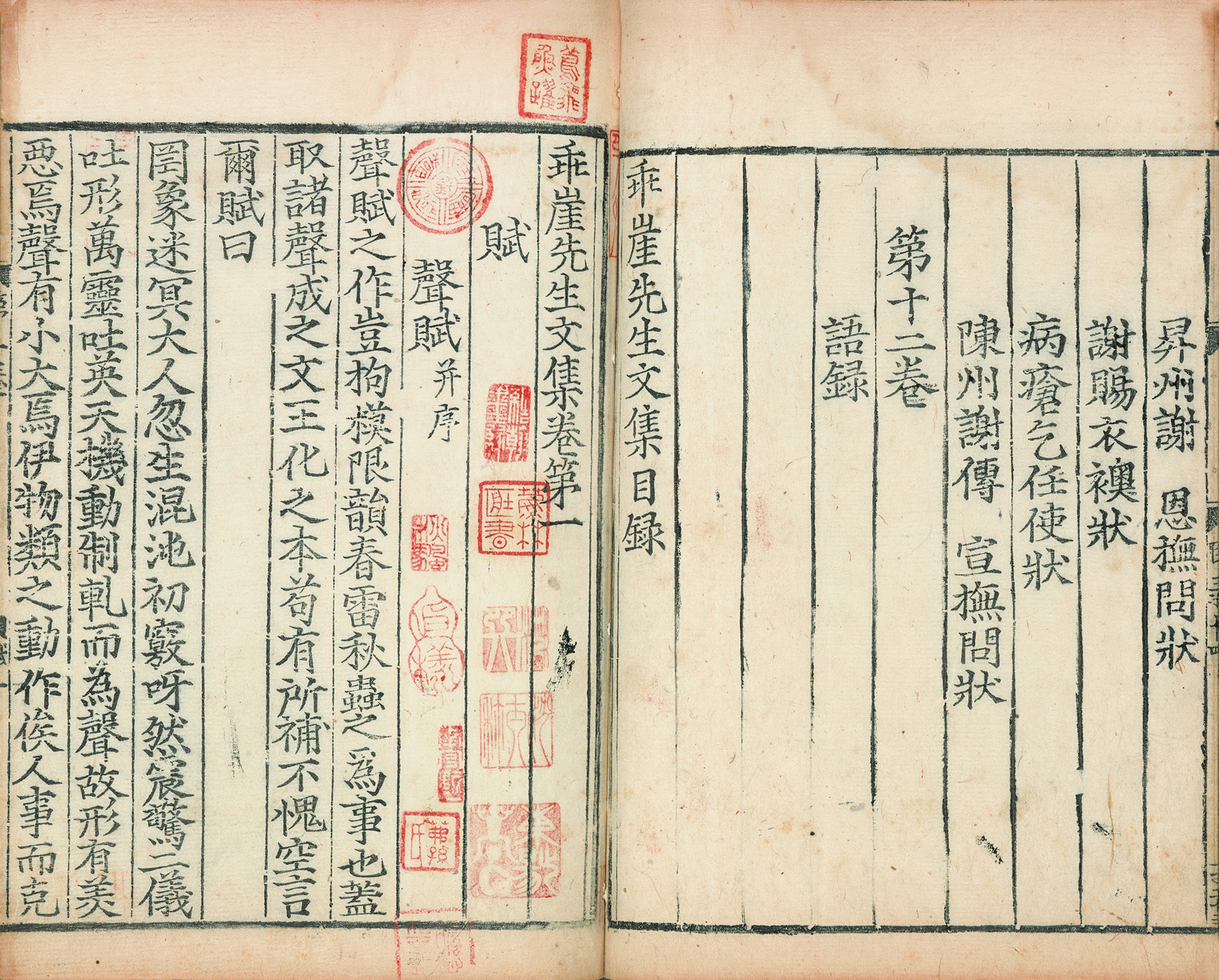
宋嘉定年间的張詠《乖崖先生文集》

- 继室：王氏，太原郡夫人，河阳三城节度使、同中书门下平章事王显女
- 子：张从质，卫尉寺丞
  - 孙：张约，奉礼郎
  - 孙：张综，驾部司郎中
  - 孙：张绰，卫尉寺丞
  - 孙：张绅
- 女：张氏，适奉礼郎王嘉佑
  - 外孙：王寿
- 曾孙：张尧夫，大理寺丞
- 曾孙：张尧民，龙冈令